# لاناو ديل سور
لاناو ديل سور هي مقاطعة في الفلبين، تتبع الحكم الذاتي الاقليمي لمسلمي مندناو، بلغ عدد سكانها 933٬260 نسمة، في 2010، عاصمتها مدينة مراوي الإسلامية، تبلغ مساحتها 3٬872٫89 كيلومتر مربع، رمزها البريدي هو 9300–9321، و9700–9716.

## الموقع
تشترك في الحدود مع:
- لاناو ديل نورتي
- كوتاباتو.

## التقسيمات الإدارية
- مدينة مراوي الإسلامية
- Bacolod-Kalawi [الإنجليزية]‏
- Balabagan [الإنجليزية]‏
- Balindong [الإنجليزية]‏
- Bayang [الإنجليزية]‏
- Binidayan [الإنجليزية]‏
- Buadiposo-Buntong [الإنجليزية]‏
- Bubong [الإنجليزية]‏
- Amai Manabilang [الإنجليزية]‏
- Butig [الإنجليزية]‏
- Calanogas [الإنجليزية]‏
- Ditsaan-Ramain [الإنجليزية]‏
- Ganassi, Lanao del Sur [الإنجليزية]‏
- Kapai [الإنجليزية]‏
- Kapatagan, Lanao del Sur [الإنجليزية]‏
- Lumba-Bayabao [الإنجليزية]‏
- Lumbaca-Unayan [الإنجليزية]‏
- Lumbatan [الإنجليزية]‏
- Lumbayanague [الإنجليزية]‏
- Madalum [الإنجليزية]‏
- Madamba [الإنجليزية]‏
- Maguing [الإنجليزية]‏
- Malabang [الإنجليزية]‏
- Marantao [الإنجليزية]‏
- Marogong [الإنجليزية]‏
- Masiu [الإنجليزية]‏
- Mulondo, Lanao del Sur [الإنجليزية]‏
- Pagayawan [الإنجليزية]‏
- Piagapo [الإنجليزية]‏
- Picong, Lanao del Sur [الإنجليزية]‏
- بونا بايابوا
- Pualas [الإنجليزية]‏
- Saguiaran [الإنجليزية]‏
- Sultan Dumalondong [الإنجليزية]‏
- Tagoloan, Lanao del Sur [الإنجليزية]‏
- Tamparan [الإنجليزية]‏
- تاراكا
- Tubaran [الإنجليزية]‏
- Tugaya [الإنجليزية]‏
- Wao, Lanao del Sur [الإنجليزية]‏.